# Blufi
Blufi (Maluppassu in siciliano) è un comune italiano di 841 abitanti della città metropolitana di Palermo in Sicilia.

## Geografia fisica
Il paese si sviluppa su un colle del versante meridionale delle Madonie, con un'altitudine compresa tra gli 850 e i 500 metri sul livello del mare.
Il territorio comunale si estende per 20 km² intorno al centro capoluogo e comprende l'isola amministrativa di Casalgiordano, compreso tra i comuni di Gangi e Alimena. Le altre frazioni invece sono situate in prossimità del centro capoluogo: Alleri, Lupi e Ferrarello ne sono separate dal torrente Nocilla mentre Calabrò, Nero e Giaia Inferiore ne costituiscono quasi una continuazione lungo la strada che sale alle Petralie.
Il territorio è attraversato dal fiume Imera Meridionale e dai torrenti Nocilla e Oliva ed è per la maggior parte adibito ad attività agricole e artigiane.
Una delle sue frazioni si chiama Ferrarello, paese di circa 40 abitanti che si trova a 1km di distanza.

### Clima
| Blufi               | Mesi | Mesi | Mesi | Mesi | Mesi | Mesi | Mesi | Mesi | Mesi | Mesi | Mesi | Mesi | Stagioni | Stagioni | Stagioni | Stagioni | Anno |
| Blufi               | Gen  | Feb  | Mar  | Apr  | Mag  | Giu  | Lug  | Ago  | Set  | Ott  | Nov  | Dic  | Inv      | Pri      | Est      | Aut      | Anno |
| ------------------- | ---- | ---- | ---- | ---- | ---- | ---- | ---- | ---- | ---- | ---- | ---- | ---- | -------- | -------- | -------- | -------- | ---- |
| T. max. media (°C)  | 9,1  | 9,8  | 11,4 | 14,3 | 19,5 | 24,1 | 27,1 | 27,2 | 23,6 | 18,4 | 14,3 | 10,6 | 9,8      | 15,1     | 26,1     | 18,8     | 17,5 |
| T. min. media (°C)  | 4,4  | 4,3  | 5,5  | 7,7  | 11,7 | 15,8 | 18,6 | 19,1 | 16,4 | 12,5 | 8,9  | 6,1  | 4,9      | 8,3      | 17,8     | 12,6     | 10,9 |
| Precipitazioni (mm) | 62   | 50   | 45   | 36   | 23   | 8    | 8    | 15   | 37   | 74   | 66   | 64   | 176      | 104      | 31       | 177      | 488  |

## Origini del nome
Il nome Blufi appare per la prima volta nel 1211 in un documento in cui la chiesa palermitana concede a Federico II, tra le altre concessioni, i Proedia Buluph apud Petraliam, ovvero i possedimenti chiamati Buluf presso Petralia. In un testamento del 1482 compare il nome Morata Bufali, in altri documenti si incontrano i toponimi Belufi, Balufi, Bolufi fino ad incontrare, in un documento relativo al Santuario della Madonna dell'Olio, il nome attuale Blufi.
Alcuni sostengono che il nome derivi dalle parole greche boos (= "bue") e lofos (= "colle") richiamando un leggendario colle del bue.
Qualunque sia la derivazione, quel che è certo è che le vicende storiche blufesi sono legate a quelle della città di Petralia Soprana, di cui Blufi è stata una frazione fino al 1972.

## Storia

### Simboli
Lo stemma e il gonfalone sono stati concessi con decreto del presidente della Repubblica del 13 novembre 2002.
Il gonfalone è un drappo troncato di giallo e di bianco.

## Monumenti e luoghi d'interesse

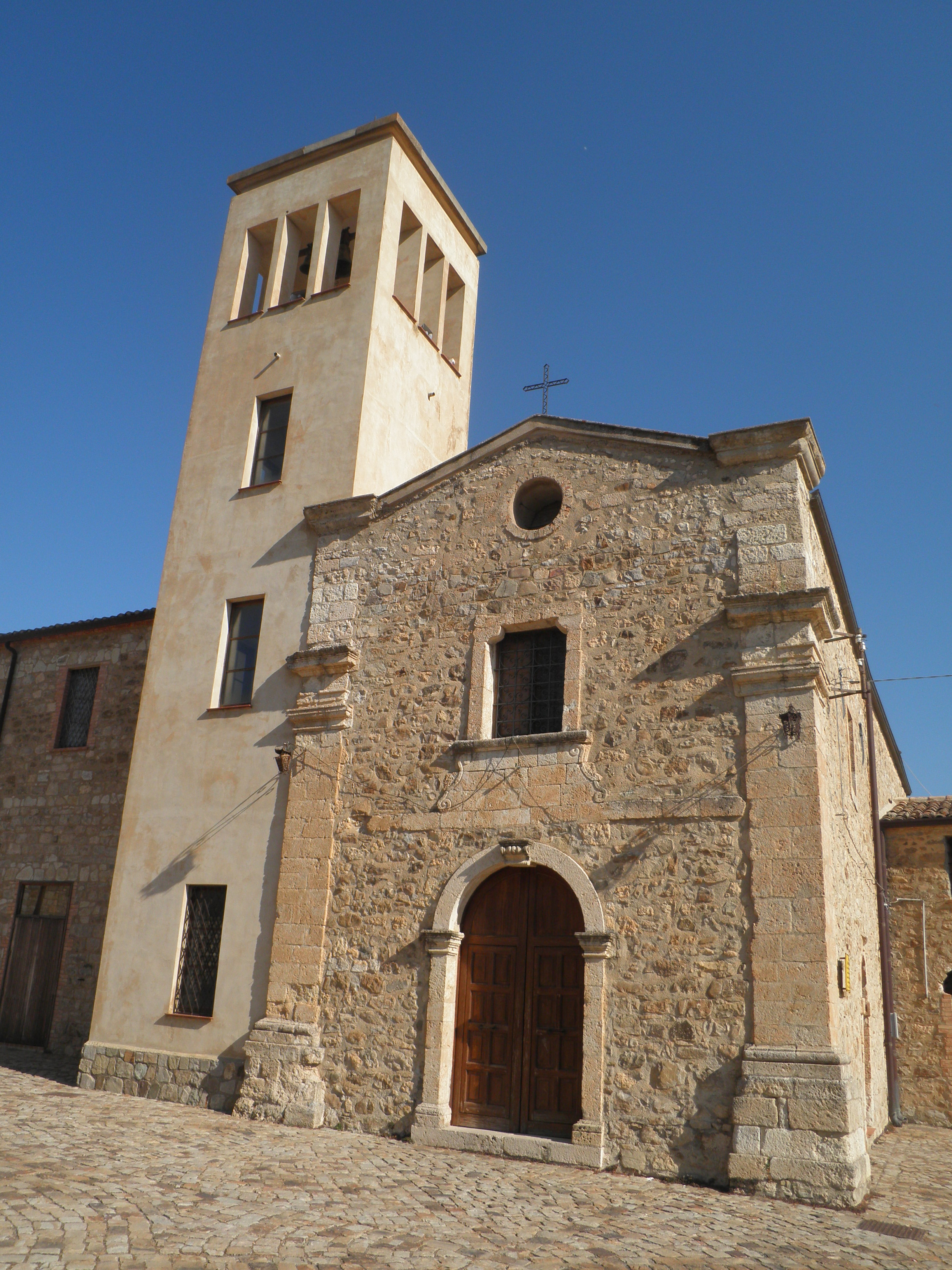
Madonna dell'Olio

- Ponte romanico a tre archi, sul fiume Imera Meridionale, tra il territorio di Blufi e quello di Petralia Sottana.
- Chiesa Madre del Cristo Re (XX secolo): è la chiesa parrocchiale del paese costruita nei primi anni del secolo scorso. L'interno a tre navate è spoglio e semplice, ma arricchito da alcune statue. La chiesa, recentemente restaurata, è stata riconsegnata ai fedeli durante l'estate 2001.
- Santuario della Madonna dell'Olio (VIII secolo): sorge a 3 km dal paese, a 660 metri sul livello del mare. La denominazione "Madonna dell'Olio" potrebbe derivare dalla presenza di oliveti nella zona — che avrebbe dato il nome anche al torrente Oliva, che lambisce la collina del Santuario e che sfocia nel fiume Imera Meridionale, in una zona chiamata "Giardini d'Oliva" — o dalla presenza di una sorgente di olio minerale a pochi metri dal Santuario. Di una chiesetta intitolata alla Madonna dell'Olio si ha notizia sin dal XII secolo e in un documento del secolo scorso se ne fa risalire l'origine all'VIII secolo. La chiesa attuale è d'impianto settecentesco. L'elegante facciata settecentesca presentava un campanile a vela, demolito negli anni Sessanta e sostituito con un campanile in cemento armato che ha stravolto l'armonia originaria. L'interno a navata unica è decorato con pregevoli stucchi del 1841 come attesta l'iscrizione posta al centro dell'arco principale: «Oleum effusum nomen tuum. 1841» e custodisce due pregevoli statue lignee: la Madonna dell'Olio (XVIII secolo), opera dello scultore gangitano Filippo Quattrocchi, recentemente restaurata, e la statua di San Giuseppe, attribuita al Bagnasco, di pregevolissima fattura. Nelle vicinanze si trova un campo famoso per la spettacolare fioritura primaverile dei tulipani rossi che è diventato una nota attrazione turistica.
- Rocca di Marabuto: probabilmente si tratta di una tomba risalente alla dominazione araba costituita da massi accatastati. Una leggenda narra della presenza di un fantasma che abiterebbe tra queste pietre.

## Società

### Evoluzione demografica
Abitanti censiti

### Tradizioni e folclore
- 15 agosto: festa alla Madonna dell'Olio al termine della quindicina. Nel 2006, in occasione del restauro della statua della Madonna dell'Olio, si è svolta una processione che ha accompagnato la statua in preghiera dal santuario alla chiesa parrocchiale di Blufi dove è rimasta fino al 19 agosto, quando è stata riportata in santuario dopo essere stata portata in processione per le feste riunite.
- 17-18-19 agosto: feste riunite, concelebrazione in onore del SS. Crocifisso, dell'Annunziata e di san Giuseppe. Il 19 è il giorno conclusivo delle feste, con una solenne processione che si snoda per le vie del paese.
- Martedì di Pentecoste: festa della Madonna dell'Olio, patrona di Blufi.
- Ultima domenica di luglio: nella frazione di Ferrarello si svolge ogni ultima domenica di luglio la festa di San Giuseppe e del Sacro Cuore di Gesù. La festa si articola in due giorni, nella giornata della vigilia si svolge una degustazione di prodotti tipici locali mentre nella giornata di domenica si svolgono le celebrazioni religiose e la processione con i simulacri portati per le vie del paese dalla venerabile confraternita di San Giuseppe di Ferrarello.

## Geografia antropica
Ferrarello è la borgata più grande del comune. Si pensa che il toponimo derivi dal cognome di uno dei suoi primi abitanti in quanto il cognome Ferrarello è abbastanza diffuso nella zona. Il borgo è diviso nei quartieri "Cossa", "Signuruzza", "Collesano" e "Gatto", che fa parte del comune di Bompietro; la borgata Nero, situata a meno di un chilometro da Blufi, risale alla fine del sec. XIX. Il toponimo potrebbe derivare dall'appellativo "Niguru" dato a uno dei suoi primi abitanti probabilmente per il colore della carnagione.

## Economia
Le attività principali sono l'agricoltura e la pastorizia. 

## Infrastrutture e trasporti
È collegata all'autostrada A19 Palermo-Catania attraverso lo svincolo Irosa, inaugurato (11 gennaio 2014) nella omonima località.

## Amministrazione
Di seguito è presentata una tabella relativa alle amministrazioni che si sono succedute in questo comune.
| Periodo          | Periodo          | Primo cittadino     | Partito                                 | Carica  | Note  |
| ---------------- | ---------------- | ------------------- | --------------------------------------- | ------- | ----- |
| 26 luglio 1988   | 17 febbraio 1990 | Giuseppe Rimicci    | Partito Socialista Democratico Italiano | Sindaco | [ 9 ] |
| 17 febbraio 1990 | 7 giugno 1993    | Luciano Onorato     | Partito Socialista Italiano             | Sindaco | [ 9 ] |
| 7 giugno 1993    | 1º dicembre 1997 | Giuseppe Sabatino   | lista civica                            | Sindaco | [ 9 ] |
| 1º dicembre 1997 | 28 maggio 2002   | Giuseppe Rimicci    | lista civica                            | Sindaco | [ 9 ] |
| 28 maggio 2002   | 15 maggio 2007   | Vittorio Castrianni | lista civica                            | Sindaco | [ 9 ] |
| 15 maggio 2007   | 8 maggio 2012    | Calogero Brucato    | lista civica                            | Sindaco | [ 9 ] |
| 8 maggio 2012    | 11 giugno 2017   | Calogero Brucato    | Lista civica                            | Sindaco | [ 9 ] |
| 11 giugno 2017   | 13 giugno 2022   | Vittorio Castrianni | Lista civica                            | Sindaco | [ 9 ] |
| 13 Giugno 2022   | in carica        | Calogero Puleo      | Lista civica                            | Sindaco | [ 9 ] |